# Digue de Wadrinau
La digue de Wadrinau (ou Wadrineau) est une digue située dans le département de la Moselle. Elle fait 320 mètres de longueur sur 6m,50 de hauteur et a pour but d'élever les eaux du bras droit de la Moselle.

## Histoire
D'abord construite en bois, elle fut rebâtie au XVe siècle avec des pierres de l'abbaye de Saint-Martin-lès-Metz.
Faisait partie de la commune du Ban-Saint-Martin en 1868.

## Toponymie
Wadrinowe (1392) ; Wadrinove (XVe siècle) ; Le Xault de Waudrinaw (1408) ; La Wenne de Vadrinau, Wadrinau (1425) ; La Wanne de Vadrinaue (1425) ; La Wenne de Vadrinove (1429) ; La Mallegoulle de Wandrinoue (1444) ; Wandrinowe (1444) ; Wadrinawe (1491) ; Wauldrenowe (1512) ; Wauldrinow (1514) ; Wanne de Wadrinave (1635) ; Wadrinaue (1654).